# Тіснота (фільм)
«Тіснота» (рос. Теснота) — російський фільм-драма 2017 року, повнометражний режисерський дебют Кантеміра Балагова. Фільм брав участь у програмі секції «Особливий погляд» на 70-му Каннському міжнародному кінофестивалі (2017) та отримав Приз ФІПРЕССІ .

## Сюжет
У основі сюжету фільму — епізод з життя єврейської сім'ї, який відбувся у 1998 році в Нальчику. Молодший син з нареченою не повертаються додому, а замість цього сім'ї приходить записка з вимогою викупу. Сума значна, тому родичам доводиться продати свій бізнес і звернутися за допомогою до одноплемінників.

## У ролях
| • Дар'я Жовнєр    | … | Іла   |
| • Ольга Драгунова | … | Адіна |
| • Артем Ципін     | … | Аві   |
| • Веніамін Кац    | … | Давид |
| • Назір Жуков     | … | Залім |

## Знімальна група
- Автор сценарію — Кантемір Балагов
- Режисер-постановник — Кантемір Балагов
- Продюсер — Микола Янкін
- Оператор — Артем Ємельянов
- Монтаж — Кантемір Балагов
- Художник-постановник — Олексій Падерін
- Звукорежисер — Андрій Нікітін

## Нагороди та номінації
| Список нагород та номінацій         | Список нагород та номінацій | Список нагород та номінацій      | Список нагород та номінацій | Список нагород та номінацій | Список нагород та номінацій |
| Кінопремія                          | Дата церемонії              | Категорія                        | Номінант(и)                 | Результат                   | Дж                          |
| ----------------------------------- | --------------------------- | -------------------------------- | --------------------------- | --------------------------- | --------------------------- |
| Каннський міжнародний кінофестиваль | 17-28.05.2017               | Особливий погляд                 | Тіснота                     | Номінація                   | [ 1 ]                       |
| Каннський міжнародний кінофестиваль | 17-28.05.2017               | Приз ФІПРЕССІ (Особливий погляд) | Тіснота                     | Перемога                    | [ 3 ]                       |
| Каннський міжнародний кінофестиваль | 17-28.05.2017               | Золота камера                    | Тіснота                     | Номінація                   | [ 1 ]                       |